# A la cantonada (pel·lícula de 2004)
A la cantonada (títol original en anglès: Around the Bend) és una pel·lícula estatunidenca dirigida per Jordan Roberts, estrenada l'any 2004. Ha estat doblada al català.

## Argument
Henry Lair, un arqueòleg que considera la seva família com la seva tribu, ha educat el seu net Jason durant tota la seva infantesa perquè la mare de Jason va morir quan era un bebè mentre que Turner, el seu pare, músic i petit truà a hores, ha desaparegut a la naturalesa. Anys més tard, quan el mateix Jason ha tingut un fill, Zach, Turner reapareix. Henry organitza d'amagat de tots un viatge en família per refer els llaços entre Turner i Jason.

## Repartiment
- Michael Caine: Henry Lair
- Josh Lucas: Jason Lair
- Christopher Walken: Turner Lair
- Jonah Bobo: Zach Lair
- Glenne Headly: Katrina
- David Eigenberg: John
- Gerry Bamman: Albert
- David Marciano: l'inspector
- Kathryn Hahn: Sarah
- Michael O'Neill: el cowboy

## Crítica
- "Un sòlid drama (...) una més que apreciable mostra de l'univers masculí (...) deixa és un regust amarg, lligat sobretot a alguns misteris que la trama no s'atreveix, o tal vegada no desitja, revelar del tot"[3]

## Acollida
El film ha tingut una sortida limitada al cinema i ha informat aproximadament 580 000 $ al box-office mundial.
Recull un 28 % de crítiques favorables, amb una nota mitjana de 4,9/10 i sobre la base de 95 crítiques recollides, en el lloc Rotten Tomatoes
En el Festival de films del món de Mont-real, Jordan Roberts va assolir el premi especial del jurat i Christopher Walken el premi al millor actor. Walken ha igualment assolit el premi Satellite al millor actor secundari.